# Klemens von Thünefeld
Klemens Wenzeslaus Franz Blasius baron von Thünefeld (né le 3 février 1855 à Bamberg 16 mai 1913 à Augsbourg) est propriétaire foncier et député du Reichstag.

## Biographie
Thünefeld étudie au lycée Saint-Étienne d'Augsbourg (de), au lycée royal d'Augsbourg et à l'université de Wurtzbourg. Il étudie le droit et les sciences politiques et reprend le domaine familial de Schmiechen. D'octobre 1877 à avril 1880, il est stagiaire juridique au bureau de district et aux tribunaux municipaux et régionaux. En mai 1880, il réussit l'examen pour le service judiciaire et administratif supérieur et de décembre 1880 à août 1881, il est stagiaire au gouvernement royal de Souabe à Augsbourg. Du 1er septembre 1881 au 30 septembre 1885, il est assesseur au bureau de district de Pfarrkirchen en Basse-Bavière et depuis le 22 avril 1896 chambellan royal bavarois. En 1901, il est membre du présidium du Congrès catholique allemand à Osnabrück;
À partir de 1898, il est député du Reichstag en représentant la 6e circonscription de Haute-Bavière (Weilheim (de), Werdenfels, Bruck, Landsberg, Schongau (de)) pour le Zentrum. Le mandat prend fin avec sa mort.